# Ejido Ciénega de Mora
Ejido Ciénega de Mora är en ort i Mexiko.   Den ligger i kommunen Encarnación de Díaz och delstaten Jalisco, i den centrala delen av landet, 400 km nordväst om huvudstaden Mexico City. Ejido Ciénega de Mora ligger 1 749 meter över havet och antalet invånare är 192.
Terrängen runt Ejido Ciénega de Mora är huvudsakligen en högslätt. Ejido Ciénega de Mora ligger nere i en dal. Runt Ejido Ciénega de Mora är det ganska glesbefolkat, med 39 invånare per kvadratkilometer. Närmaste större samhälle är Encarnación de Díaz, 11,6 km öster om Ejido Ciénega de Mora. Omgivningarna runt Ejido Ciénega de Mora är en mosaik av jordbruksmark och naturlig växtlighet.